# Тушин (Нижньосілезьке воєводство)
Тушин (пол. Tuszyn, нім. Hennersdorf) — село в Польщі, у гміні Дзержонюв Дзержоньовського повіту Нижньосілезького воєводства.
Населення — 392 особи (2011).
У 1975-1998 роках село належало до Валбжиського воєводства.

## Демографія
Демографічна структура станом на 31 березня 2011 року:
|          | Загалом | Допрацездатний вік | Працездатний вік | Постпрацездатний вік |
| -------- | ------- | ------------------ | ---------------- | -------------------- |
| Чоловіки | 194     | 45                 | 133              | 16                   |
| Жінки    | 198     | 34                 | 119              | 45                   |
| Разом    | 392     | 79                 | 252              | 61                   |